# Исполинский колибри
Исполинский колибри, или Гигантский колибри (лат. Patagona gigas) — южноамериканский вид колибриобразных птиц из подсемейства Trochilinae внутри семейства колибри (Trochilidae), выделяемый в монотипный род Patagona. Эти птицы обитают в сельских садах и полях в умеренном климате, а также тропических и субтропических засушливых и влажных горных лесах и засушливых кустарниковых местностях; встречаются на высоте от 2100 до 4000 метров над уровнем моря. Самый крупный представитель семейства колибри; длина тела птиц 19—20 см, вес — 18—20 грамм.

## Анатомия и физиология
Во время полёта птица совершает в среднем 15 взмахов крыльев в секунду. Частота ударов сердца в минуту колеблется от 300 в покое до 1020 при движении. Потребность колибри в энергии не пропорциональна размеру: для полёта более крупных видов требуется больше энергии на грамм веса, чем у более мелких птиц. По оценкам, исполинский колибри за час полёта расходует около 4300 калорий.

## Питание
Исполинский колибри в основном питается нектаром, опыляя такие виды, как пуйя. Также питается на кактусах (Oreocereus celsianus, Echinopsis atacamensis) и на шалфее.
Наблюдалось, что по окончании сезона размножения самки проглатывают различные минеральные частицы (например, песчинки), чтобы восполнить дефицит кальция, который входит в состав скорлупы яиц. В связи с недостаточным количеством белков в нектаре, исполинские колибри также ловят насекомых.

## Подвиды
Международный союз орнитологов выделяет два подвида:
- Patagona gigas peruviana — Анды юго-запада Колумбии (Нариньо), Эквадор, Перу, Боливия, крайний север Чили (Тарапака) и северо-запад Аргентины[1].
- Patagona gigas gigas — юг и центральная часть Чили и центрально-западная часть Аргентины; южные популяции зимуют на севере и северо-западе Аргентины[1].